# Швейцарська футбольна асоціація
Швейцарська футбольна асоціація  — асоціація, що здійснює контроль і управління футболом у  Швейцарії. Штаб-квартира розташована у Берні. Заснована у 1895 році, член ФІФА з 1904 року, а УЄФА з 1954 року. Це була одна з перших футбольних асоціацій створених за межами Англії. 
Асоціація організовує діяльність та здійснює керування національними збірними з футболу, включаючи головну національну збірну та жіночу збірну з футболу. Крім того, асоціація організовує Чемпіонат Швейцарії з футболу. 

## Галерея

1940-1990
1990
- 1990-2007
- 2008-дотепер